# 江ノ島電気鉄道2形電車
江ノ島電気鉄道2形電車（えのしまでんきてつどう2がたでんしゃ）は、かつて江ノ島電気鉄道および江ノ島鎌倉観光（現・江ノ島電鉄）で使用されていた無蓋電動貨車である。1947年に東京急行電鉄から購入され、1970年まで運行されていた。

## 概要
江ノ島電気鉄道（現江ノ島電鉄）では、保線などの作業に使用するための事業用の電動貨車として1933年に1号車を導入している。これは現江ノ島電鉄線を東京電燈が運営していた1923年に、同じく同社が運営していた伊香保軌道線（後の東武鉄道伊香保軌道線） 前橋線の21(初代)・23(初代)号車が転入して23・24号車となっていたうちの23号車を自社で改造したもので、1933年7月8日認可で荷重は2tとなっている。
本項で記述する2形電動貨車はこの1形の代替として東京急行電鉄のデト3010形のデト3011号車を1947年に譲受して一部改造の上で電動貨車2形2号車としたものである。なお、この2号車の導入により1号車は1949年5月4日付で廃車となっている。
東京急行電鉄デト3011号車はデト1形として1922年に汽車会社製の目黒蒲田電鉄デト1・2号車が、その増備として1924年に汽車会社製のデト3・4号車が、ほぼ同型で1926年藤永田造船所製の東京横浜電鉄デト5・6号車が製造されたうちのデト1号車であり、その後称号改正によりモト1形モト1-6号車となり、そのうちのモト1-3・5-6号車が東京急行電鉄のデト3010形のデト3011-3015号車となっている。なお、東京急行電鉄での廃車は1947年7月29日で、同年6月16日付の江ノ島電気鉄道での譲受認可の際には荷重が原形の7tから4tに制限されている。また、同様に東京急行電鉄で1949年3月11日に廃車となった同型のデト3012号車を譲受しているが、同機は使用されずそのまま解体されている。
なお、同社の機材の機番は電車、電動貨車、貨車がそれぞれ1号車から始まっており、本項で記述する2形電動貨車の2号車のほか、1形電車の2号車、1形無蓋貨車の2号車をそれぞれ保有している。このため、本形式は江ノ島電鉄では電動貨車2号車と呼称されているほか、電貨2と呼称される場合もある。
また、江ノ島電鉄線では1903年から1933年頃まで貨物輸送が行われており、1903年に天野工場製の3t積み無蓋貨車1・2号車が導入されて電車が牽引する形で運行されていたが、電動貨車は1形、2形とも貨物列車には使用されていない。
本形式は2軸無蓋車の両車端に車体より幅の狭い小型の運転室を設置した形態となっており、同様の電動貨物車としては横浜市電の無蓋電動貨車10号車や京都電燈（現・叡山電鉄/京福電気鉄道）のデワ101形（屋根付）/フモ501形（屋根付）、2軸ボギー式のものでは京福電気鉄道（現・叡山電鉄/京福電気鉄道）のデト1000形/モト1000形、阪堺電気軌道のデト11形、箱根登山鉄道のモニ1形（屋根付）、京浜急行電鉄のデト20形、デト30形などにも例があるもので、これらのなかには運転室横部のスペースを利用してレール等の車両よりも長尺の積荷を積載した車両もある。

## 車体・走行装置
譲受直後の一時期はほぼ原形で車番も"3011"のまま、集電装置をパンタグラフからトロリーポールに変更し、端梁下部に尾灯を設置したのみの状態となっており、その後運転室部分を中心に改造を実施して使用されている。
車体は長さ6620mm、幅1980mmで、両端に運転室が設置され、中央部が長さ4600mmの荷台となっており、荷台の左右には木製のあおり戸が設けられて、左右のあおり戸の外側幅は2070mm、全幅は2200mmとなっている。木造の運転室は原形では車体幅とほぼ同幅で、正面には中央に幅610mm、その左右に幅520mmの下落式窓が設けられていたが、改造により幅1360mmに狭められて左右に各310mmのスペースが確保され、正面窓は左右のものが狭幅のものとなっている。これに伴い、左右のあおり戸と運転室の間の荷台の部分にはあおり戸と同じ高さの取外し式の妻壁が設置できるようになっている。このほか、車体正面の下部中央に丸型の前照灯が設置され、荷台側の妻面にも小窓が設置されており、幕板は鋼板張りとなっているほか、端梁下部左右には外付式の尾灯が設置されている。また、原形では運転室は前後妻壁と屋根のみで側面には壁面・扉等は設置されていなかったが、改造により左側の前寄り一部にのみ狭幅の窓付きの側壁が設けられている。
車体塗装は黒色一色でアオリ戸に社紋と形式機番が入れられており、台車および床下は灰色となっている。
連結器は製造当初はねじ式連結器であったが、東京急行電鉄において並形自動連結器に交換されており、江ノ島電気鉄道譲受後もそのままであった。なお、本形式の連結器高さは一般的な880mmであるが、200形以降、現在に至るまで江ノ島電鉄の車両の連結器高さは640mmに設定されており、本形式のみ高さが異なるものとなっている。
集電装置は原形においては荷台中央に組まれた鋼製の櫓の上に製造当初はトロリーポール、後にパンタグラフが搭載されていたが、江ノ島電気鉄道での改造により、前後の運転室間に鋼材の梁を渡し、その中央に当時江ノ島電気鉄道で標準であったトロリーポールを装備している。
台車はブリル社が製造して輸入され、日本のメーカーでも類似品が製造されていた2軸単台車である21Eを装備している。この台車は鍛造品の台車枠と帯板材の補強材等を主体にボルト等で組立てたもので、枕バネは台車端部に重ね板バネを、軸箱近傍にとコイルバネを配置しており、軸バネはコイルバネ、軸受はメタル軸受となっている。また、固定軸距は2290mm、車輪径は840mmで主電動機は動輪の内側に吊り掛け駆動方式で装荷されているほか、端部には大型の排障器が設置されている。
走行機器類は、東京急行電鉄が保有していた際には、主電動機は定格出力48.0kWのTDK-13直流直巻整流子電動機2基を、主制御器はK-13直並列抵抗制御を搭載しているほか、ブレーキ装置は手ブレーキと主制御器による発電ブレーキのみとなっている。この主制御器は発電ブレーキ機能を有しており、運転台のマスター・コントローラーによる直接制御方式となっている。

## 運行開始後
導入後は保線や施設関連の作業におけるレールや砂利ほか各種資材や人員の輸送に使用されているほか、導入直後の戦後復興期においては故障による車両不足を補うため、本形式も旅客輸送に充当されている。
また、工事用としても使用されており、主なものとしては、鎌倉駅西口乗入工事と、腰越-七里ヶ浜間の併用軌道の専用軌道化工事が挙げられる。鎌倉駅西口乗入工事は1947年6月17日付で運輸大臣、1948年9月11日付で神奈川県知事の認可を受けたもので、開業以来若宮大路上の併用軌道にあった鎌倉駅を横須賀線鎌倉駅西口にある戦時中の家屋強制疎開跡地に移転するために藤沢起点から9.85km地点から新設の専用軌道を敷設している。この工事で本形式も使用されており、工事後の1949年3月1日より営業運転が開始されており、また、若宮大路上の軌道撤去工事も同年11月に終了している。
腰越-七里ヶ浜間専用軌道化工事は、江ノ島電気鉄道が1953年に鉄道の近代化のために制定した「改善3か年計画」に基づくもので、腰越駅 - 七里ヶ浜駅間の併用軌道の専用軌道化と同区間内に存在する日坂駅の交換設備の撤去が1953年1月から1954年4月にかけて行われて、これに本形式も使用されており、1953年8月1日には日坂駅を鎌倉高校前駅に改称、同20日からは工事に伴い交換設備の撤去された同駅に代わり峰ヶ原信号場が開設されている。また、これに伴う各駅のプラットホームの嵩上げと、これにあわせた車両の乗降用ステップの撤去工事も実施されている。
江ノ島鎌倉観光では多客時には1951年10月22日付の地方鉄道運転規則例外取扱許可などに基づく特殊続行運転が、後続車に100形を使用する形で実施されていたが、本形式による工事列車も営業運転の列車の続行運転で運行されている。
本形式をはじめ、当時の江ノ島鎌倉観光の車両で使用されていたトロリーポールは、線路の分岐や曲線の通過時に離線防止のために車掌がこれを支えなければならないなど取扱上問題が多かったため、同社では1964年2月より順次トロリーポールから、1955年に主に路面電車用として開発されたZパンタグラフに換装しており、本形式においてもトロリーポールを撤去し、同じ位置ににこれを1基搭載している。なお、同社では菱形パンタグラフ化を予定していたが、経済的な理由とトロリーポールからの換装の容易さを考慮して一旦はZパンタグラフとしてたものである。
その他の経年による形態変化としては、前面下部に形鋼を組んだ補助排障器の装備と、尾灯の端梁下部から前部への移設、設置した前面下部の補助排障器の再度の撤去などが挙げられる。
本形式は1970年3月18日付もしくは3月30日付で廃車届出されて廃車となっている。なお、主電動機は同年9月15日運行を開始する600形601編成に流用されている。また、1972年には代替となるモーターカー（機番101）が導入されているが、1971年6月20日に特殊続行運転が廃止されたため、工事列車が昼間に走行することは基本的にはなく、このモーターカーも車両ではなく保線機械扱いとなっている。

## 主要諸元
- 電気方式：直流600V
- 全長：7380mm
- 全幅：2200mm
- 全高：3505mm（トロリーポール折畳時）
- 屋根高：3180mm
- 荷重：4t
- 台車：ブリル21E
- 固定軸距：2290mm
- 動輪径：840mm
- 主電動機：（東洋電機製造TDK-13×2基、定格出力48.0kW、 つりかけ式：東京急行電鉄保有時）
- 制御装置：（K-13、直接制御方式：東京急行電鉄保有時）
- 集電装置：トロリーポール → Z形パンタグラフ
- ブレーキ装置：（発電ブレーキ、手ブレーキ：東京急行電鉄保有時）